# Ростковская, Алина
Алина Ростковская (пол. Alina Rostkowska) — польская актриса театра, кино и телевидения.

## Биография
Алина Ростковская родилась 29 марта 1914 года в Варшаве. Актёрское образование получила в Государственном институте театрального искусства в Варшаве, который окончила в 1935 году. Актриса театров в Варшаве. Выступала в спектаклях «театра телевидения» в 1964—1985 гг. Умерла 30 июля 1993 года в Варшаве.

## Избранная фильмография
- 1961 — Два господина N / Dwaj panowie N
- 1966 — Жареные голубки / Pieczone gołąbki
- 1966 — Самозванец с гитарой / Mocne uderzenie
- 1975 — Квартальный отчет / Bilans kwartalny
- 1979 — Барышни из Вилько / Panny z Wilka
- 1980 — Константа / Constans
- 1984 — Год спокойного солнца / Rok spokojnego słońca